# الجبلة (عين العرب)
الجبلة  قرية سوريّة تتبع إداريّاً لمحافظة حلب منطقة عين العرب ناحية الجلبية، بلغ تعداد سكانها 418 نسمة حسب التعداد السكاني لعام 2004.